# 昭和医科大学烏山病院
昭和医科大学烏山病院（しょうわいかだいがくからすやまびょういん）は、東京都世田谷区にある医療機関。昭和医科大学が設置している8つの附属病院の一つであり、主に精神科医療を扱う専門病院である。

## 沿革
1926年（大正15年）に浅草に皮膚泌尿器科の開業医を営んでいた森崎半治により、北多摩郡千歳村大字烏山字西之谷1792-1796番地の地（現在の世田谷区北烏山6丁目11番11号）に開設される。病床数は92床、土地面積は3,402坪であった。その後、1951年（昭和26年）に昭和医科大学へ土地3,900坪、借地権3,402坪等が寄贈され、同校の附属病院となる。借地の所有権はその後大学が買収している（買収時期は不明）。森崎は引き続き初代の院長、ついで学校法人昭和医科大学の理事・理事長（理事による互選）となり、在職時に死去するまで病院及び大学経営に携わることになった。後に病院で働く看護師養成のために昭和大学烏山病院附属高等看護学校を設置（2005年に廃止）。
不採算医療の精神科医療を扱うために大学は独立採算制を要請したという。
アルコール専門外来・専門病棟があることでも知られていたが廃止され、現在は発達障害、特に成人期の発達障害を扱う数少ない病院の一つである。

## 年表
- 1926年5月 - 森崎半治、烏山病院を創設。
- 1946年4月 - 森崎半治、財団法人日本医科大学維持員に就任[2]。
- 1948年10月 - 烏山病院から日本医科大学に一部建物を移築。病理学教室、細菌・衛生学教室となる[3]。
- 1951年7月1日 - 大学付属病院に移行。
- 1953年 - 精神衛生法に基づく東京都指定病院に指定。
- 1957年4月30日 - 森崎半治、学校法人昭和医科大学理事長に就任。
- 1958年12月26日 - 森崎半治死去。
- 1959年5月1日 - 西尾友三郎（元慶應義塾大学講師）、院長に就任[注釈 2]。
- 1964年3月 - ライシャワー事件発生、精神衛生法改正の動きがあるが病院有志がこれを阻止。
- 1971年8月31日 - 西尾友三郎院長辞職（国立療養所久里浜病院に転出のため）。西尾は1973年10月に昭和大学精神医学教室に復帰している。
- 1971年9月1日 - 竹村堅次、院長に就任。
- 1973年 - 昭和大学附属烏山病院高等看護学校設置。
- 1988年4月1日 - 奥山精一、院長に就任。
- 1994年 - 看護学校、昭和大学附属烏山看護専門学校に名称変更。
- 1996年 - 中央棟竣工。
- 1998年4月1日 - 井口喬、院長に就任。
- 2002年 - 入院棟竣工。
- 2005年 - 昭和大学附属烏山看護専門学校閉校。
- 2007年3月31日 - 井口喬、定年退職。
- 2008年4月1日 - 加藤進昌（元東京大学大学院医学系研究科・医学部教授）、院長に就任。
- 2025年4月1日 - 大学名の変更に伴い昭和医科大学烏山病院に名称変更。

## 診療科目
- 精神科
- 内科
- 歯科・口腔外科

## 医療機関の指定等
- 保険医療機関
- 精神保健及び精神障害者福祉に関する法律（昭和25年法律第123号）に基づく指定病院・応急入院指定病院
- 精神保健指定医の配置されている医療機関
- 生活保護法指定医療機関
- 原子爆弾被害者医療指定医療機関

## その他
- 約半数の病床が差額ベッドであり、差額室料が発生する。
- 喫煙室を設置している。